# Abraham K. Allison
Abraham Kurkindolle Allison, född 10 december 1810 i Jones County, Georgia, död 8 juli 1893 i Quincy, Florida, var en amerikansk politiker. Han tjänstgjorde som guvernör i Florida från 1 april till 19 maj 1865.

## Biografi
Allison inledde sin politiska karriär i Floridaterritoriet. När Franklin County grundades, tjänstgjorde han som den första domaren i countyt. Han var också ledamot av Floridaterritoriets lagstiftande församling.
Demokraten Allison var ledamot av Floridas senat under amerikanska inbördeskriget. Han deltog i kriget i Amerikas konfedererade staters armé. Efter John Miltons självmord tillträdde han som guvernör i egenskap av talman i Floridas senat. Han avgick redan i maj 1865 och blev tillfångatagen av nordstaternas trupper 19 juni 1865. Han tillbringade flera månader i fångenskap i Fort Pulaski.